# Râul Velna
Râul Velna sau Râul Verna este un curs de apă, afluent al râului Bârlad. 